# 高山當藥
高山當藥（学名：Swertia tozanensis），又名細葉當藥、松田氏當藥、搭山獐牙菜，为龍膽科當藥屬下的一个种，台灣特有種。

## 扩展阅读
- 維基物種上的相關：高山當藥